# آخرین ارجی گشتاپو
آخرین اُرجی گشتاپو (به انگلیسی: Gestapo's Last Orgy) با نام اصلی آخرین اُرجی رایش سوم (به ایتالیایی: 'L'ultima orgia del III Reich) یک فیلم سکسنتفاعی ایتالیایی به کارگردانی چزاره کانواری و نقش‌آفرینی دانیلا پوجی و آنتینیزکا نمور است که در سال ۱۹۷۷ منتشر شد. نسخهٔ اصلی ایتالیایی یک پایان متفاوت هم داشت که در انتها شخصیت زن اصلی (لیز کوهن)، فرمانده «کنراد فون اشتارک» را کشته و سپس خودکشی می‌کند. این فیلم یکی از انواع فرعی فیلم بهره‌کشی است که در اوائل دههٔ ۱۹۷۰ میلادی رواج داشت و عمدتاً در ایتالیا و آمریکا تولید می‌شد. بازیگر زن اصلی فیلم دانیلا پوجی بعدها بابت بازی در این فیلم ابراز پشیمانی کرد و گفت: «آن موقع بیست سال داشتم و مدل بودم و بنگاه مدلینگ مرا ترغیب به مشارکت کرد. متأسفانه آنها صحنه‌های غیرمنتظره را اضافه و آن عنوان بسیار بد را روی فیلم گذاشتند.»